# Sorpresa del Arroyo de la China
La Sorpresa del Arroyo de la China fue el ataque de fuerzas de Portugal a la villa de Concepción del Uruguay en la Provincia de Entre Ríos, Argentina. Se produjo el 19 de mayo de 1818 en el marco de la Invasión Luso-Brasileña a la Banda Oriental. La villa, entonces también denominada del Arroyo de la China, estaba defendida por su comandante, Francisco Ramírez, y fue tomada y saqueada en parte por los atacantes.

## Antecedentes
Dominar el río Uruguay era una necesidad para materializar el deseo del comandante de las fuerzas portuguesas en operaciones en la Banda Oriental, Carlos Federico Lecor, quien concebía la idea de una operación combinada naval y terrestre que le permitiera la unión de sus fuerzas ubicadas en el sur con las del comandante de las fuerzas de Río Grande del Sur, Joaquín Javier Curado, quien desde la Batalla del Catalán permanecía inmóvil al norte del río Cuareim sobre su confluencia con el arroyo Catalán. Lecor también tenía el propósito de separar a José Gervasio Artigas de sus apoyos entrerrianos y situarse en posición para futuras operaciones en Entre Ríos.
El 7 de febrero de 1818 Curado marchó hacia el sur en dirección a Paysandú, abandonando su campamento con una avanzada de 4.000 hombres. Luego de algunas escaramuzas con la vanguardia artiguista, el 21 de febrero las fuerzas de Curado capturaron a su comandante, el capitán Juan Antonio Lavalleja, en las puntas del arroyo Valentín (Departamento de Salto), quien fue remitido a Montevideo y de allí a Río de Janeiro. Cinco días después el segundo de Lavalleja, comandante Pablo Castro, fue derrotado con el resto de la división (de 900 hombres) en las puntas del arroyo Guaviyú, quedando sus fuerzas dispersadas. A consecuencia de ello, Artigas abandonó su campamento de Purificación del Hervidero sobre el río Uruguay, al cual llegó luego Curado, cruzando el río Queguay e instalándose sobre el Paso del Sauce. Éste dirigió hacia Paysandú una división al mando de Juan de Dios Mena Barreto y otra hacia Santo Domingo Soriano y Mercedes al mando de Bento Manuel Ribeiro. En esta incursión Ribeiro se apoderó de caballadas.

## Flotilla portuguesa en el río Uruguay
Para coordinar acciones con Curado, el 2 de mayo de 1818 penetró el río Uruguay una escuadra portuguesa enviada por Lecor desde Montevideo, integrada por la Goleta Oriental y dos barcas al mando de Jacinto Roque de Sena Pereira. Dado que la flotilla no fue atacada al pasar la isla Martín García, algunos autores creen que la operación se realizó con el consentimiento del Director Supremo de las Provincias Unidas del Río de la Plata, Juan Martín de Pueyrredón, debido a la guerra que entonces libraba contra las fuerzas artiguistas en Entre Ríos. Según el escritor Edison Alonso, esta complicidad por parte del Directorio está probada por el oficio dirigido a Artigas por Miguel Bonifacio Gadea el 13 de septiembre de 1817. Las fuerzas portuguesas dominaban entonces la margen oriental del río Uruguay hasta Salto y la oriental del Río de la Plata hasta Colonia del Sacramento, entregada poco antes por sus comandantes a los portugueses.

## Las baterías costeras
Ramírez tenía en Concepción del Uruguay entre 400 y 500 soldados y con los 3 cañones capturados al general directorial Marcos Balcarce en la Batalla de Saucesito había levantado una batería en el Paso Vera, ubicado 5 km al norte de la villa a 32°26′S 58°12′O / -32.433, -58.200. Con la finalidad de completar la defensa del litoral, Artigas hizo construir en Entre Ríos dos baterías: una ubicada frente a Paysandú (32°19′S 58°07′O / -32.317, -58.117), y la otra en la barra del arroyo Perucho Verna (32°10′S 58°10′O / -32.167, -58.167), ambas ubicadas al sur y al norte de Colón, respectivamente. Las dos baterías estaban custodiadas por 600 hombres al mando del coronel Gorgonio Aguiar (bajo dependencia directa de Artigas como comandante de las fuerzas orientales en Entre Ríos), escalonados en varios campamentos desde el arroyo Yeruá hasta Concepción del Uruguay. La batería del arroyo Perucho Verna protegía una escuadrilla de 12 embarcaciones menores apostadas en su barra, en donde Aguiar tenía 200 soldados libertos de infantería.

## Acción del Paso Vera
El 12 de mayo la goleta portuguesa, que navegaba adelante de las barcas en busca de las fuerzas de Curado, sostuvo un tiroteo con la batería del Paso Vera, oculta entre los bosques, resultando averiada. La batería de la costa perdió una pieza, quedando con algunos muertos y heridos. La goleta debió refugiarse en una isla cercana a la costa oriental. Los cañonazos alertaron a las fuerzas de avanzada de Curado cercanas a Paysandú, las cuales tomaron contacto con la flotilla a la mañana siguiente. Senna Pereyra y los comandantes de Curado intimaron la rendición de la batería, con la amenaza de saquear la villa.

## Ataque a Concepción del Uruguay

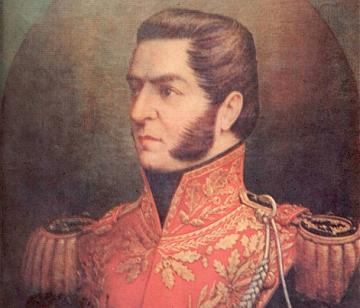
Francisco Ramírez.

Desde Paysandú Curado ordenó al guerrillero riograndense Bento Manuel Ribeiro que cruzara con 500 hombres de caballería el río Uruguay y atacara las baterías. Durante la noche del 19 de mayo Ribeiro cruzó a nado el río en el Paso de San José del Uruguay frente a la Calera de Barquín (74 km al norte de Concepción del Uruguay, a 31°52′S 58°12′O / -31.867, -58.200), en el actual parque nacional El Palmar, y atacó sorpresivamente por la espalda de la batería y flotilla artiguista del Perucho Verna, que significó la derrota y captura del comandante Aguiar con toda su fuerza de 200 soldados y sus 12 embarcaciones. Cayó luego sobre la batería ubicada frente a Paysandú, derrotando al comandante Francisco Tejera (o Faustino Tejera) que la custodiaba con 400 hombres de caballería. 

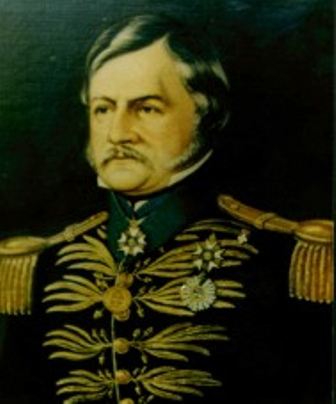
Bento Manuel Ribeiro.

Luego Ribeiro se dirigió a Concepción del Uruguay, atacando por el flanco y la retaguardia a las fuerzas que custodiaban la batería del Paso Vera, produciéndose una precipitada retirada de Ramírez. La villa quedó indefensa y fue en parte saqueada por los portugueses y además se obligó a los comerciantes a efectuar una contribución. Ribeiro se apoderó también del dinero de la caja del ejército de Artigas, que tenía D. N. Masanti en Concepción del Uruguay y solicitó a Curado que le permitiera salir en persecución de Ramírez, quien ubicó su campamento sobre el arroyo Calá, lo cual le fue negado. Ribeiro capturó un total de 366 prisioneros, 8 cañones, una bandera y varias carretas con armamentos y municiones. Cinco oficiales directoriales prisioneros en Concepción del Uruguay desde la Batalla de Saucesito fueron liberados por Ribeiro y luego remitidos a Buenos Aires.
Unos pocos días después, llevándose consigo caballadas y algunas familias y protegido por los barcos portugueses, Ribeiro repasó el río Uruguay y se dirigió en busca de Artigas, logrando derrotar a las fuerzas artiguistas en la Batalla de Guaviyú el 21 de mayo de 1818, en el actual Departamento de Paysandú, pero poco después fue derrotado en la Batalla de Chapicuy por Fructuoso Rivera.